# BMW H2R
BMW H2R é um automóvel da BMW movido a hidrogênio, com tanques de hidrogênio líquido. O veículo une potência e cuidados ambientais.